# Dudley North (4e baron North)
Pour les articles homonymes, voir Dudley North.
Dudley North, 4e baron North, (1602 – 24 juin 1677) est un homme politique anglais, membre de la Chambre des Communes à divers moments entre 1628 et 1660.

## Biographie
Il est le fils aîné de Dudley North et sa femme Frances Brockett, fille de John Brocket de Brocket Hall dans le Hertfordshire. En 1616, il est créé chevalier de l'ordre du Bain. Il est admis au St John's College, Cambridge, en 1619, et est aussi admis à gray's Inn en août 1619. En 1620, il rejoint le régiment de volontaires combattant dans le Palatinat allemand et sert en Hollande. Il voyage en Italie, en France et en Espagne. En 1628, il fut élu député pour Horsham et le reste jusqu'en 1629, le roi Charles ayant décidé de gouverner sans parlement pour onze ans.
En avril 1640, Nord est élu député de Cambridgeshire dans le Court Parlement. Il est réélu en novembre 1640 comme député de Cambridgeshire dans le Long Parlement.
En 1660, il est élu député de Cambridge dans le Parlement de la Convention. À la mort de son père en janvier 1667, il est devenu baron North.
Il est un homme accompli, et écrit sur l'économie et les sujets religieux. Il publie, entre autres choses, les Passages relatifs au Long Parlement, dont il a été lui-même membre, et les Observations et les Conseils Oeconomical. Il a aussi écrit de la poésie.
Il est mort en 1677, et est enterré à Kirtling, Cambridgeshire, le 27 juin 1677.

## La famille
Il épouse Anne Montagu, fille de Charles Montagu et de son épouse Marie Whitmore, et le frère de Henry Montagu, augmentant de ce fait la fortune familiale. Ils ont 14 enfants. Son fils aîné, Charles (c. 1636-1691), est créé baron Grey de Rolleston au cours de la vie de son père, et succède à son père en tant que 5e baron North. Son troisième fils, Francis North (1er baron Guilford), devient Lord grand chancelier avec le titre de Lord Guilford. Son quatrième fils est Dudley North, l'économiste. Son cinquième fils est John North (1645-1683), maître de Trinity College, à Cambridge, et professeur de grec à l'université. Son sixième fils est Roger North, l'avocat et historien. L'une de ses filles, Marie, épouse William Spring, et l'autre, Jeanne Brigitte, est mariée à William Henry Moss.